# تروت لیک (واشینگتن)
تروت لیک (به انگلیسی: Trout Lake) یک منطقهٔ مسکونی در ایالات متحده آمریکا است که در شهرستان کلیکیتات، واشینگتن واقع شده‌است. تروت لیک ۱۸٫۴ کیلومتر مربع مساحت و ۵۵۷ نفر جمعیت دارد و ۵۷۷ متر بالاتر از سطح دریا واقع شده‌است.